# Czerenowa
Czerenowa, Czereniowa (słow.Čereňová, Čerenová, 1221 m) – szczyt w Górach Choczańskich w Centralnych Karpatach Zachodnich na Słowacji.

## Położenie
Masyw Czerenowej wznosi się w zachodniej części grupy Prosiecznego, pomiędzy górnymi fragmentami dolin: Prosieckiej (Prosiecka dolina) na wschodzie i Liptowskiej Anny (Svätoanenská dolina, Svätannenská dolina) na zachodzie. Stanowi zakończenie krótkiego grzbietu, wysyłanego ku południu przez Łomy (Lômy).

## Geologia – morfologia
Masyw zbudowany jest głównie z grubych warstw triasowych wapieni, zaliczanych do płaszczowiny choczańskiej. Wierzchołek dość ostry, opadający krótkim grzbiecikiem na południe, wokół niego można obserwować różne drobne formy krasu powierzchniowego. Na wysokości 900–1000 m n.p.m. masyw otoczony jest od wschodu, południa i zachodu systemem wysokich, skalnych ścian, co przy oglądaniu go od południa, od strony wsi Liptowska Anna, upodabnia go do ogromnego balkonu. Ponieważ ów „balkon” skutecznie przesłania głębiej położone Łomy, miejscowa ludność często obydwa szczyty oznacza wspólną nazwą „Czerenowej”.

## Znaczenie turystyczne
Na szczyt Czerenowej nie prowadzi żaden znakowany szlak turystyczny, niemniej jednak wejście turystyczne na szczyt od północy (od szczytu Łomów) jest łatwe. Szczyt zalesiony, jednak z wierzchołka szczytowej skały rozciąga się rozległa panorama Kotliny Liptowskiej z Liptowską Marą i wznoszącymi się poza nimi Niżnymi Tatrami. Od pozostałych stron – wejście turystyczne niezalecane ze względu na wspomniane skalne ściany, na których wytyczono szereg dróg wspinaczkowych o trudnościach od IV do VI.